# César Chávez (Texas)
César Chávez es un lugar designado por el censo ubicado en el condado de Hidalgo en el estado estadounidense de Texas. En el Censo de 2010 tenía una población de 1.929 habitantes y una densidad poblacional de 232,24 personas por km².

## Geografía
César Chávez se encuentra ubicado en las coordenadas 26°18′38″N 98°6′51″O / 26.31056, -98.11417. Según la Oficina del Censo de los Estados Unidos, César Chávez tiene una superficie total de 8.31 km², de la cual 8.31 km² corresponden a tierra firme y (0%) 0 km² es agua.

## Demografía
Según el censo de 2010, había 1.929 personas residiendo en César Chávez. La densidad de población era de 232,24 hab./km². De los 1.929 habitantes, César Chávez estaba compuesto por el 89.01% blancos, el 0.26% eran afroamericanos, el 0.36% eran amerindios, el 0% eran asiáticos, el 0% eran isleños del Pacífico, el 8.97% eran de otras razas y el 1.4% pertenecían a dos o más razas. Del total de la población el 93.93% eran hispanos o latinos de cualquier raza.

## Educación
El Distrito Escolar Consolidado Independiente de Edinburg (ECISD) gestiona las escuelas públicas que sirven a César Chávez.
Escuelas primarias que sirven a Doolittle son Eisenhower, Gorena, Lyndon B. Johnson, and Lincoln.
La Memorial Middle School (6-8), y Economedes High School (9-12) sirven a todo de la comunidad.
El Distrito Escolar Independiente South Texas gestiona escuelas magnet que sirven a la comunidad.